# Ndoumba-Kanga
Ndoumba-Kanga est un village camerounais de la région de l'Est. Il se situe dans le département de Lom-et-Djérem et dépend de la commune de Bélabo et du canton de Bobilis. 

## Population
D'après le recensement de 2005, le village de Ndoumba-Kanga, le village comptait 916 habitants.

## Infrastructures
En 2012, le plan communal de développement de Bélabo prévoyait la construction à Ndoumba-Kanga d'un bloc de deux salles de classe à l'EM, d'une unité de transformation semi industrielle du manioc, banane plantain et maïs en farine. 

## Annexe